# دیولا گلیکایش
دیولا گلیکایش (مجاری: Gyula Glykais; ۹ آوریل ۱۸۹۳ – ۱۲ ژوئن ۱۹۴۸)شمشیرباز اهل مجارستان بود.
وی در مسابقات کشوری و بین‌المللی در مجموع برندهٔ ۲ مدال طلا شده‌است.